# HD 89569
HD 89569，又名CP-55 3220，SAO 237902、HR 4061，是一颗恒星，视星等为5.81，位于銀經282.76，銀緯0.66，其B1900.0坐标为赤經10h 14m 59s，赤緯-55° 0.66′ 44″。